# Habonim Dror
Habonim Dror (en català: "Els constructors de la llibertat") (en hebreu: הבונים דרור) és un moviment juvenil sionista i socialista, d'àmbit mundial, que està present en diverses nacions. Habonim és un moviment progressista d'esquerra.

## Història
Habonim Dror va néixer després de la fusió entre els moviments Ichud Habonim i Dror en 1982. El moviment Dror va ser creat en 1915 a Polònia.  Ichud Habonim, va ser creat en 1929 a Londres, Regne Unit per Wellesley Aron, Chaim Lipshitz i Norman Lourie.

### Europa
1915 - El Moviment juvenil Dror, va ser fundat a Polònia, durant la Primera Guerra Mundial.
1925 - Fundació del moviment Gordònia, a Polònia. s'anomenava «Gordònia» en homenatge a Aharon David Gordon.
1927 - Unió del moviment Gordònia i el moviment Dror Hejalutz Hatzair, naixent el Ijud Hanoar Hachalutzi.
1929 - Fundació del moviment Habonim mundial, a Londres, Anglaterra. Club social dedicat a l'Escoltisme, rebent després una orientació sionista.
1930 - Fundació del primer niu de Habonim mundial a Sud-àfrica.
1931 - Primera Aliyyà de companys de Habonim mundial.
1933 - Construcció del primer campament a Europa.
1935 - Fundació de Habonim als Estats Units i després a Austràlia i Nova Zelanda.
1945 - Formació de cuadres directius a Israel, després de la Segona Guerra Mundial.

### Israel
1958 - A Pétah Tiqvà - Israel, Habonim mundial s'uneix amb Ijud Hanoar Hechalutz formant el Ijud Habonim.
1959 - Unificació del Ijud Habonim amb el moviment juvenil Hanoar Haoved Vealomed.
1981 - Formació a Israel del moviment del quibuts unificat, també anomenat Takam.
1981 - El moviment Dror es va unir amb el Ijud Habonim, formant Dror Habonim.
1982 - El moviment Dror Habonim, va canviar el seu nom per Habonim Dror.

### Amèrica Llatina
1934 - Instal·lació del Dror Hejalutz a Buenos Aires, Argentina per influència europea.
1945 - Creació de la hajshará a l'Argentina, l'Ijud Habonim.
1945 - Fundació del primer niu del Ijud Habonim al Brasil, a Porto Alegre.
1949 - Creació del primer nucli sud-americà a Israel: el Quibuts Mefalsim.
1956 - Instal·lació del Moviment a Montevideo, Uruguai a partir de l'arribada de javerim de l'Argentina.
1982 - Adaptació del nom Habonim Dror a l'Argentina, Brasil i Uruguai.
2011 - Creació de l'organisme centralitzador i representatiu dels 3 països, Habonim Dror Amlat.

## Símbols
La roba que porten tots els javerim (companys) de Habonim, és una camisa blava amb un símbol anomenat semel, que és l'emblema del moviment juvenil i representa una espiga de blat i una estrella de David, inclinades cap al costat esquerre.

## Organització
El secretariat general de  Habonim Dror  es troba a la ciutat de Tel-Aviv, Israel, en els locals del moviment central del kibutz unificat, també anomenat (Takam). El moviment mundial  Habonim Dror Olamí, envia a directors als diferents llocs on Habonim està present per dirigir el moviment a nivell local.
Els directors són persones que han viscut en Israel, i que han deixat el seu lloc de treball i el país amb les seves famílies, per dedicar-se a temps complet a la gestió del moviment a nivell local o regional.
Els monitors o guies, anomenats madrijim, són aquells que estan en contacte directe amb els companys, també anomenats javerim, els guies, són antics companys, que han assistit a un seminari per a consolidar els coneixements teòrics adquirits durant la seva estada en el moviment i han d'adquirir la pràctica necessària per gestionar i dirigir als joves membres del grup, aquests companys compten amb edats compreses entre els 6 i els 16 anys. Aquests seminaris, també són anomenats jornades blaus, i tenen una durada aproximada d'un dia sencer. Els madrijim o guies, romanen en general dos anys en els seus llocs, després prossegueixen els seus estudis i alguns d'ells esdevenen directius, anomenats (bogrim).

## Ideologia
Habonim Dror, el moviment juvenil, creu en l'ideal jueu sionista basat en els següents principis:
1.Perfeccionament d'un estat democràtic que permeti la igualtat de drets i obligacions a cadascun dels seus ciutadans amb la formació i creació d'una societat democràtica i igualitària que pertanyi a tots els ciutadans.
2. El poble jueu té una afinitat històrica amb la Terra d'Israel. L'estat d'Israel és el centre espiritual del poble jueu. Només aquí el poble jueu pot viure una vida en comú, amb creativitat, responsabilitat i sobirania.
3.L'estat d'Israel és una societat pluralista, per això ha de permetre la lliure expressió cultural i religiosa per a tots els seus ciutadans.
4. Formar una societat israeliana que pretén crear la igualtat d'oportunitats i la igualtat dels seus ciutadans.
5. Pau, cooperació i bones relacions amb els habitants de l'Orient Mitjà en coherència amb una visió humanista del judaisme.
6. Desenvolupament d'una nova concepció de judaisme, compatible a les necessitats del nostre temps, en acció comú i respecte mutu amb els diferents corrents del judaisme.
7.Cultivar una societat basada en el desenvolupament personal, la igualtat dels homes, la cura del medi ambient, i el desenvolupament d'un país sobirà i protector dels seus recursos naturals. Cultivar una societat basada en el desenvolupament personal, la cura del medi ambient, i el desenvolupament d'un país pluralista i solidari.
8.Habonim Dror promou la identitat jueva a través de la pràctica de l'educació no formal basada en els principis humanitaris provinents de la cultura jueva. Habonim Dror lluitarà contra l'assimilació a totes les comunitats, amb ajuda de l'educació no formal, el judaisme i al sionisme.
9. Els valors del moviment Habonim Dror comprometen a tots els seus membres al reconeixement i creació d'una societat democràtica a l'Estat d'Israel. Aquests valors no només són un punt de vista, sinó que representen una forma de vida.
10. Els membres del moviment lluitaran per crear i enfortir nous camins culturals que expressen solidaritat com: els kibutzim, comunes i altres marcs cooperatius creats com a mitjans per a la realització d'aquests valors.